# Barátné Hajdu Ágnes
Barátné Hajdu Ágnes (Hódmezővásárhely, 1955. január 19. –) az ELTE Bölcsészettudományi Kar (ELTE-BTK) Könyvtártudományi Tanszékének volt vezetője, professor emerita. A Magyar Könyvtárosok Egyesülete elnöke. 1992-2013 között a Szegedi Tudományegyetem Juhász Gyula Pedagógiai Kar Könyvtártudományi Tanszékének (2013-2015 között Felnőttképzési Intézet) tanszékvezető főiskolai tanára. 2025-ben az ELTE professor emeritus címet adományozott neki.
Szakterülete az osztályozási rendszerek és információkereső nyelvek, az információ- és tudásmenedzsment és a könyvtári menedzsment egyes kérdései. Emellett kutatási területeihez tartozik a 19-20. századi könyv- és könyvtártörténet, az olvasókörök és társadalmi egyesületek története, Bibó Lajos munkássága és műveinek digitalizálása, a könyvtárosképzés kérdései könyvtárpolitikai megközelítésben, szakmai és hivatás identitás és kompetenciák, fenntarthatóság, valamint a könyvtárpedagógia metodikai kérdései.

## Tanulmányai
- 1973–1979 ELTE Bölcsészettudományi Kar (ELTE-BTK) könyvtár-fizika szak
- 1985 ELTE, egyetemi doktorátus
- 1995, 1996, 1997, 1998 British Council, menedzsment tanfolyamok különböző részterületeken
- 1997 ELTE, PhD fokozat
- 2000 JGYTF orosz szak
- 2010 Oktatók felkészítése idegen nyelvű kurzusok fejlesztésére és oktatására
- 2013 habilitáció

## Szakmai szervezetekben való főbb részvétel
- 1998-tól az OTDT Pedagógiai, Pszichológiai, Andragógiai és Könyvtártudományi Szekció Szakmai Bizottságának tagja
- 2000-2020 Könyvtári Akkreditációs Szakbizottság elnök
- 2000-től az International Society for Knowledge Organization (ISKO) különböző bizottságának tagja (Scientific Advisory Council tag 2010-től; ISKO International Conference International Scientific Committee tag 2014-től, Iberico (Spain-Portugal) Chapter tag 2017-től)
- 2001-2010 Országos Kulturális Továbbképzési Akkreditációs Bizottság elnöke, 2010-2020 között tagja
- 2003-2008 A könyvtárosi életpálya stratégiai munkabizottság tagja
- 2005-től UDC (Universal Decimal Classification) Consortium Advisory Board tag, Editorial Team 2007-től, a UDCC Végrehajtó Bizottságának tagja 2019-től
- 2005-től az International Federation of Library Associations and Institutions (IFLA) Knowledge Management Szekciójának tagja, különböző programjainak és konferenciáinak szervezője
- 2015-2017, 2017-2019 IFLA Governing Board tagja[6] (magyarként elsőként választották meg a szervezet legmagasabb testületébe az 1927-es megalakulása óta)
- 2005-től a Tudományos Műszaki Tájékoztatás c. folyóirat tanácsadó testületének tagja
- 2006-tól MTA köztestületi tag
- 2010-2011 Bill and Melinda Gates Foundation Advisory Board tagja
- 2010-től Information Management in a Changing World Conference Programme Committee tagja
- 2011-től Informing Science Institute's InSITEConference, International Board of Reviewers tagja
- 2011-től az American Library Association (ALA) tagja
- 2007-2015 a Magyar Könyvtárosok Egyesületének alelnöke, 2015-től elnöke, 2003-tól Csongrád Megyei Könyvtárosok Egyesületének elnökségi tagja
- 2010-től a JLIS.it, Italian Journal of Library and Information Science (an academic journal of the University of Florence) - Scientific and Editorial Committee tagja
- 2015-től az Országos Szabványosítási Bizottság tagja
- 2018-től az UNESCO Magyar Nemzeti Bizottság tagja
- 2021-től a Digital Library Perspectives folyóirat szerkesztőbizottságának tagja
- 2021-től az IFLA Europe Regional Division Committee tagja

## Publikációi
- Kurrens időszaki kiadványok a jelentősebb szegedi könyvtárakban/1980/. Szerk.Barátné Hajdu Ágnes. Szeged : JATE, 1981. 243 p.
- Egy évtized Móra után (A Somogyi-könyvtár története 1934–1944). Szeged, 1985. 370 p. Disszertáció
- A Juhász Gyula Tanárképző Főiskola oktatóinak tudományos publikációs jegyzéke. 1981–1985. Szeged, 1989. 282 p.
- Informatika. 2. Szöveggyűjtemény. Szerk. Barátné Hajdu Ágnes. Baja, Eötvös József Tanítóképző Főiskola, 1995. 325 p. Főiskolai jegyzet
- Informatika. 1. Szöveggyűjtemény. Szerk. Barátné Hajdu Ágnes. Baja, Eötvös József Tanítóképző Főiskola, 1996. 345 p. Főiskolai jegyzet
- Információkereső nyelvek. 1. Baja : Eötvös József Főiskola, 1996. 81 p. Főiskolai jegyzet
- Információkereső nyelvek. 2. Baja : Eötvös József Főiskola, 1996. 94 p. Főiskolai jegyzet
- Információkereső nyelvek. 1. 2.bővített kiad. Baja : Eötvös József Főiskola, 1997. 110 p. Főiskolai jegyzet
- Információkereső nyelvek. 3. Baja : Eötvös József Főiskola, 1997. 84 p. Főiskolai jegyzet
- Információkereső nyelvek. 4. Baja : Eötvös József Főiskola, 1997. 76 p. Főiskolai jegyzet
- Bevezetés az információkereső nyelvek elméletébe és gyakorlatába.  Babiczky Béla, Barátné Hajdu Ágnes. Budapest : Universitas, 1998. 224 p.
- Fülöp Géza emlékkönyv. Szerk. Barátné Hajdu Ágnes. Budapest : ELTE Könyvtártudományi és Informatikai Tanszék, 1999. 225 p.
- Egyetemes Tizedes Osztályozás. UDC Publ. No. P057 / szerk., bevezető Barátné Hajdu Ágnes. 1/1-1/2.-2. köt. Budapest : Országos Széchényi Könyvtár ; Könyvtári Intézet, 2005. 536; 554; 843 p.
- Mert a szívnek teljességéből szól a száj. Könyvtártudományi tanulmányok Hajdu Géza 80. születésnapjára. Szerk. Barátné Hajdu Ágnes. Szeged : SZEK Juhász Gyula Felsőoktatási Kiadó, 2007. 292 p. ISBN 978-963-7356-68-1
- Könyvtárhasználati óravázlatok. Szerk. Barátné Hajdu Ágnes, Cs. Bogyó Katalin, Eigner Judit. Budapest : Könyvtárostanárok Egyesülete, 2013. 331 p. (Kis KTE Könyvek 7. ISSN 1788-4470)
- Társadalmi egyletek a két világháború között és a koalíciós időszakban Hódmezővásárhelyen. Hódmezővásárhely : Németh László Városi Könyvtár, 2015. 160 p. ISBN 978-963-87406-7-0
- Bevezetés a könyvtárhasználati ismeretekbe. Budapest : Eötvös Loránd Tudományegyetem, 2015. 89 p. (Bölcsészet- és Művészetpedagógiai Kiadványok 8. ISSN 2416-1772) ISBN 978-963-284-639-2 (Digitális kiadás Archiválva 2018. április 21-i dátummal a Wayback Machine-ben)
- A digitális kompetencia fejlesztése a könyvtárakban. Szerk. Barátné Hajdu Ágnes, Béres Judit. Budapest : Fővárosi Szabó Ervin Könyvtár, 2019. 305 p. ISBN 978-963-581-446-6
- Olvasásfejlesztés könyvtári környezetben. Szerk. Barátné Hajdu Ágnes, Béres Judit. Budapest : Fővárosi Szabó Ervin Könyvtár, 2019. 306 p. ISBN 978-963-581-443-5
- Szövegértés-fejlesztés a könyvtárban. szerk. Barátné Hajdu Ágnes, Béres Judit. Budapest : Fővárosi Szabó Ervin Könyvtár, 2019. 330 p. ISBN 978-963-581-445-9
- Szakmai ismeretek és készségek ‒ átalakuló hivatás. Válogatott könyvtártudományi tanulmányok. szerk. Barátné Hajdu Ágnes. Budapest : Magyar Könyvtárosok Egyesülete, 2020. 270 p. ISBN 978-963-89260-3-6, ISBN 978-963-89260-4-3 (pdf) (Online kiadás)

Tudományos tevékenységét közel 220 könyv, könyvfejezet, tanulmány, valamint 180-nál is több tudományos előadás jelzi.

## Kitüntetései
- 1985 Miniszteri Dicséret
- 1992 Csongrád Megye Emlékplakett
- 1993, 1997 Pro Sciencia dolgozat irányító tanára
- 2002 Tudással Magyarországért emlékplakett
- 2003 Pro Juventute Kiváló dolgozó I.
- 2007 MKE-emlékérem
- 2007 Mestertanár
- 2011 OTDK Jubileumi Emlékérem
- 2012 Széchényi Ferenc-díj
- 2014 Könyvtárostanárok Egyesülete Emlékérem
- 2016 ELTE kiválósági különdíj
- 2020 Magyar Érdemrend lovagkeresztje polgári tagozat